# 周晓强
周晓强（1959年—），云南鹤庆人，汉族，中华人民共和国政治人物、第十二届全国人民代表大会四川地区代表。
毕业于厦门大学货币银行学专业。加入中国共产党。2013年，担任全国人大代表。2018年2月24日，当选为第十三届全国人大代表。